# David Lean
Sir David Lean CBE (n. 25 martie 1908 – d. 16 aprilie 1991) a fost un regizor englez, producător, scenarist și editor cel mai bine cunoscut pentru realizarea unor filme epice cum ar fi The Bridge on the River Kwai (1957), Lawrence of Arabia (1962), Doctor Zhivago (1965) sau A Passage to India (1984); sau pentru ecranizarea operelor lui Charles Dickens în filme ca Great Expectations (1946) și Oliver Twist (1948).

## Filmografie

### Doar camonteur
| An   | Titlu                          |
| ---- | ------------------------------ |
| 1930 | The Night Porter               |
| 1931 | These Charming People          |
| 1932 | Insult                         |
| 1933 | The Ghost Camera               |
| 1933 | Song of the Plough             |
| 1933 | Matinee Idol                   |
| 1933 | Money for Speed                |
| 1934 | Tiger Bay                      |
| 1934 | The Secret of the Loch         |
| 1934 | Dangerous Ground               |
| 1934 | Java Head                      |
| 1935 | Escape Me Never                |
| 1935 | The Crouching Beast            |
| 1936 | As You Like It                 |
| 1936 | Ball at Savoy                  |
| 1937 | Dreaming Lips                  |
| 1937 | The Wife of General Ling       |
| 1937 | The Last Adventurers           |
| 1938 | Pygmalion                      |
| 1940 | French Without Tears           |
| 1940 | Spies of the Air               |
| 1941 | Major Barbara                  |
| 1941 | 49th Parallel                  |
| 1942 | One of Our Aircraft Is Missing |

### Ca regizor
| An   | Titlu                                                | Contributie                | Note |
| ---- | ---------------------------------------------------- | -------------------------- | --- |
| 1942 | In Which We Serve                                    | Regizor                    | Câștigat – AFGA Silver Condor Nominalizare – New York Film Critics Circle Award for Best Regizor |
| 1944 | This Happy Breed                                     | Regizor, Scenarist         | |
| 1945 | Blithe Spirit                                        | Regizor, Scenarist         | Câștigat – Hugo Award for Best Dramatic Presentation |
| 1945 | Brief Encounter                                      | Regizor, Scenarist         | Câștigat – Palme d'Or Nominalizare – Academy Award for Writing Adapted Screenplay Nominalizare – Academy Award for Best Regizor |
| 1946 | Marile speranțe (Great Expectations)                 | Regizor, Scenarist         | Nominalizare – Academy Award for Writing Adapted Screenplay Nominalizare – Academy Award for Best Regizor |
| 1948 | Oliver Twist                                         | Regizor, Scenarist         | Câștigat – Golden Lion Nominalizare – BAFTA Award for Best Film |
| 1949 | The Passionate Friends                               | Regizor, Scenarist         | |
| 1950 | Madeleine                                            | Regizor                    | |
| 1952 | The Sound Barrier                                    | Regizor                    | Câștigat – National Board of Review Award for Best Regizor Câștigat – BAFTA Award for Best Film |
| 1954 | Hobson's Choice                                      | Regizor, Scenarist         | Câștigat – Golden Bear Câștigat – BAFTA Award for Best Film Nominalizare – BAFTA Award for Best British Screenplay Nominalizare – BAFTA Award for Best Film |
| 1955 | Summertime                                           | Regizor, Scenarist         | Câștigat – New York Film Critics Circle Award for Best Regizor Nominalizare – Academy Award for Best Regizor Nominalizare – BAFTA Award for Best Film |
| 1957 | Podul de pe râul Kwai (The Bridge on the River Kwai) | Regizor                    | Câștigat – Regizors Guild of America Award for Outstanding Directing – Feature Film Câștigat – Academy Award for Best Picture Câștigat – Academy Award for Best Regizor Câștigat – BAFTA Award for Best Film Câștigat – Golden Globe Award for Best Motion Picture – Drama Câștigat – Golden Globe Award for Best Regizor – Motion Picture Câștigat – National Board of Review Award for Best Regizor Câștigat – New York Film Critics Circle Award for Best Regizor |
| 1962 | Lawrence al Arabiei (Lawrence of Arabia)             | Regizor                    | Câștigat – Regizors Guild of America Award for Outstanding Directing – Feature Film Câștigat – Academy Award for Best Regizor Câștigat – Academy Award for Best Picture Câștigat – Golden Globe Award for Best Regizor – Motion Picture Câștigat – Golden Globe Award for Best Motion Picture – Drama Câștigat – Italian National Syndicate of Film Journalists Silver Ribbon – Best Regizor of a Foreign Film Câștigat – National Board of Review Award for Best Regizor |
| 1965 | Doctor Jivago (Doctor Zhivago)                       | Regizor                    | Nominalizare – Academy Award for Best Regizor Nominalizare – Academy Award for Best Picture Nominalizare – BAFTA Award for Best Film Câștigat – Golden Globe Award for Best Regizor – Motion Picture Câștigat – Golden Globe Award for Best Motion Picture – Drama Nominalizare – Golden Palm Câștigat – David di Donatello for Best Foreign Regizor Tied – New York Film Critics Circle Award for Best Regizor (Tied with Roman Polanski for Repulsion. |
| 1970 | Fiica lui Ryan (Ryan's Daughter)                     | Regizor                    | Nominalizare – BAFTA Award for Best Regizor Nominalizare – BAFTA Award for Best Film Nominalizare – Regizors Guild of America Award for Outstanding Directing – Feature Film Câștigat – Evening Standard British Film Award for Best Regizor |
| 1979 | Lost and Found: The Story of Cook's Anchor           | Regizor, Scenarist         | |
| 1984 | A Passage to India                                   | Regizor, Scenarist, Editor | Nominalizare – Academy Award for Best Regizor Nominalizare – Academy Award for Best Picture Nominalizare – Academy Award for Best Film Editing Nominalizare – Academy Award for Best Adapted Screenplay Nominalizare – Regizors Guild of America Award for Outstanding Directing – Feature Film Nominalizare – BAFTA Award for Best Adapted Screenplay Nominalizare – BAFTA Award for Best Film Nominalizare – Golden Globe Award for Best Regizor – Motion Picture Nominalizare – Golden Globe Award for Best Adapted Screenplay Câștigat – Golden Globe Award for Best Foreign Film Câștigat – Kansas City Film Critics Circle Award for Best Regizor Câștigat – National Board of Review Award for Best Regizor Câștigat – New York Film Critics Circle Award for Best Regizor Nominalizare – Scenarists Guild of America Award |

## Premii și nominalizări

### Premiile Oscar
| An   | Categorie               | Film                                                                 | Rezultat     |
| ---- | ----------------------- | -------------------------------------------------------------------- | ------------ |
| 1946 | Best Regizor            | Scurtă întâlnire (Brief Encounter)                                   | Nominalizare |
| 1946 | Best Adapted Screenplay | Brief Encounter Shared With Anthony Havelock-Allan & Ronald Neame    | Nominalizare |
| 1947 | Best Regizor            | Great Expectations                                                   | Nominalizare |
| 1947 | Best Adapted Screenplay | Great Expectations Shared With Anthony Havelock-Allan & Ronald Neame | Nominalizare |
| 1955 | Best Regizor            | Summertime                                                           | Nominalizare |
| 1957 | Best Regizor            | The Bridge on the River Kwai                                         | Câștigat     |
| 1962 | Best Regizor            | Lawrence of Arabia                                                   | Câștigat     |
| 1965 | Best Regizor            | Doctor Zhivago                                                       | Nominalizare |
| 1984 | Best Regizor            | A Passage to India                                                   | Nominalizare |
| 1984 | Best Adapted Screenplay | A Passage to India                                                   | Nominalizare |
| 1984 | Best Film Editing       | A Passage to India                                                   | Nominalizare |

## Vezi și
- Cinematografia britanică